# Flavius Areobindus
Flavius Areobindus (mort en 449) est un homme politique de l'Empire romain d'Orient.

## Biographie
Goth d'origine, il est consul pour l'est et l'ouest en 434 et magister militum en 434-439.
Il s'est marié avec une arrière-petite-fille de Flavius Dagalaiphus. Ils furent les parents de Flavius Dagalaiphus, consul en 461.